# Antef III
Antef III fou nomarca de Tebes i rei de l'Alt Egipte de la dinastia XI. El seu nom d'Horus fou Nakhtnebtepnefer (o Nebtepnefer) que vol dir "Campió bell i fort". El seu nom Sa Ra fou Intef o Antef o Saraintef. Fou fill i successor d'Antef II.
Del seu regnat no se sap gairebé res, però no va guanyar ni perdre territori i probablement es va arribar a una treva amb els reis d'Heracleòpolis. Va governar uns vuit anys. Al papir de Torí el seu espai està damnat i no es veu el seu nom ni la duració del regnat però si una part del títol.
Fou probablement el pare de Mentuhotep I (II), que el va succeir. Alguns erudits no obstant suposen a Mentuhotep I fill d'un germà d'Antef II. Es coneix el nom d'Iah, que probablement fou una germana. La dona d'Antef III també es deia Iah. Va deixar a més de Mentuhotep, una filla anomenada Neferu (II).
Fou enterrat a una tomba de pedra a Tebes, prop d'Antef II, però no s'ha trobat cap prova arqueològica per identificar la tomba com a seva i l'única evidència d'aquest rei és una canillera de porta amb el seu nom a un cartutx reial trobat a Abidos.
Variacions del seu nom són Ankhotef, Antef, Antouf, Inyotef, Nakhtnebtepnefer i Nekhtnebtepnufer.